# 狭萼扁担杆
狭萼扁担杆（学名：Grewia angustisepala）为锦葵科扁担杆属的植物，是中国的特有植物。分布在中国大陆的云南等地，目前尚未由人工引种栽培。